# Mesothen nana
Mesothen nana là một loài bướm đêm thuộc phân họ Arctiinae, họ Erebidae.